# El Rosario (Espanha)

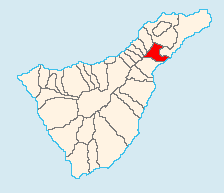
Localização de El Rosario

El Rosario é um município da Espanha na província de Santa Cruz de Tenerife, comunidade autónoma das Canárias. Tem 39,4 km² de área e em 2021 tinha 17 590 habitantes (densidade: 446,4 hab./km²).

## Demografia
| Variação demográfica do município entre 1991 e 2004 | Variação demográfica do município entre 1991 e 2004 | Variação demográfica do município entre 1991 e 2004 | Variação demográfica do município entre 1991 e 2004 |
| --------------------------------------------------- | --------------------------------------------------- | --------------------------------------------------- | --------------------------------------------------- |
| 1991                                                | 1996                                                | 2001                                                | 2004                                                |
| 8103                                                | 10880                                               | 13462                                               | 15542                                               |

| Noroeste: Tacoronte                        | Norte: San Cristóbal de La Laguna | Noroeste: Santa Cruz de Tenerife |
| Oeste: La Matanza de Acentejo e El Rosario | El Rosario                        | Leste: Oceano Atlântico          |
|                                            | Sul: Candelaria                   |                                  |